# 朝日自動車久喜営業所
朝日自動車久喜営業所（あさひじどうしゃくきえいぎょうしょ）は、朝日自動車のバス営業所である。一般路線バスは久喜駅東口発着路線を中心に担当する（久喜駅西口発着路線は菖蒲営業所の管轄となるため注意）。1999年（平成11年）に廃止された東武バス幸手出張所（東武バス加須営業所傘下）の移管を受けて営業開始したものである。

## 概要
埼玉県久喜市、幸手市、北葛飾郡杉戸町で路線バスを運行するほか、コミュニティバスは茨城県猿島郡五霞町の「ごかりん号」および、埼玉県南埼玉郡宮代町の「宮代町町内循環バス」を受託運行する。また貸切バス（路線バス車両を利用した乗合貸切バス）も扱う。タクシー事業も行っていたが、2022年7月14日をもって営業を終了した。

### 所在地
- 埼玉県久喜市栗原1丁目1-1。営業所の最寄り停留所は「朝日バス車庫」。

#### その他の施設等
- この他、五霞・江川本村（茨城県猿島郡五霞町）にバス待機場が存在する。

### 輸送人員
- 3,600人（2020年度、1日平均）[2]

## 沿革
- 1999年（平成11年）
  - 9月30日：東武バス幸手出張所（東武バス加須営業所傘下）閉所。
  - 10月1日：東武バス幸手出張所を移管し、朝日自動車久喜営業所が発足。「青葉団地循環」線を新設。
- 2002年（平成14年）10月：「久喜駅東口 - 吉羽・栗原 - 青葉団地・昌平高校」線を新設。
- 2003年（平成15年）
  - 2月：「青葉・弁天橋循環」線（当初は「青葉・栗原循環」）、「久喜駅東口 - 吉羽・栗原・青毛 - 青葉団地」線を新設。
  - 11月：栗原一丁目停留所を「栗原記念館」に変更。
- 2004年（平成16年）11月：「吉羽・栗原循環」を新設。団地中央停留所を「青葉団地中央」に、団地東停留所を「青葉団地東」に、青葉団地停留所を「朝日バス車庫」に変更。
- 2008年（平成20年）3月：交通系ICカードのPASMO・Suicaを取扱開始。
- 2009年（平成21年）11月：「加須川口循環」線を新設。
- 2010年（平成22年）
  - 3月23日：久喜市・栗橋町・鷲宮町・菖蒲町が合併（新設合併）して久喜市（新）となる。
  - 4月：「幸手駅 - 日本保健医療大学 - 幸手団地 - 杉戸高野台駅」線、「久喜駅東口→青葉団地中央→弁天橋」線、「久喜駅東口←青葉団地中央←上高野」線を新設。
- 2013年（平成25年）10月：五霞町コミュニティバスの試験運行開始、当営業所が運行受託。
- 2016年（平成28年）10月1日：五霞町コミュニティバス「ごかりん号」本格運行開始。ダイヤ改正、新型車両導入。
- 2017年（平成29年）
  - 4月：「幸手駅 - 幸手団地」線廃止。「幸手駅 - 日本保健医療大学 - 幸手団地 - 杉戸高野台駅」線を「幸手駅 - 日本保健医療大学北キャンパス - 幸手団地 - 杉戸高野台駅」線・「幸手駅 - 日本保健医療大学南キャンパス - 幸手団地 - 杉戸高野台駅」線に経路変更。
  - 10月1日：「ごかりん号」でダイヤ改正。
- 2020年（令和2年）5月1日 : 久喜駅 - 青葉団地中央 - 朝日バス車庫 - 幸手駅西口線を運行開始[3]、朝日バス車庫→青葉団地中央→幸手駅（平日片道1便のみ運行）線廃止[4]、管内路線に系統番号付与[5]。
- 2021年（令和3年）4月 : HW系統を加須営業所へ移管。
- 2022年（令和4年）
  - 3月31日：この日の運行をもって、「幸手駅 - 杉戸高野台駅」線の日本保健医療大学幸手北キャンパス経由（ST02）・同南キャンパス経由（ST03）系統を廃止[6]。
  - 4月1日：「幸手団地 - 杉戸高野台駅」線の系統番号をST04からST02へ変更[6]。
  - 7月14日：タクシーの営業を終了[1]。
  - 9月1日：「久喜駅東口 - 吉羽 - 栗原」線（KU26）を新設[7]。
- 2023年（令和5年）
  - 4月1日：宮代町町内循環バスの運行を受託[8][9]。
  - 12月31日：ST01幸手駅～幸手団地～杉戸高野台駅、ST02幸手団地～杉戸高野台駅を廃止[10]。

## 現行路線

### 久喜駅発着路線

#### 青葉団地方面
- KU11 久喜駅東口→青毛→朝日バス車庫→青葉団地中央→久喜駅東口（青葉団地循環、久喜駅東口始発～13時59分発）
- KU11 久喜駅東口→青葉団地中央→朝日バス車庫→青毛→久喜駅東口（青葉団地循環、久喜駅東口14時00分発～終車）
- KU12 久喜駅東口 - 青葉団地中央 - 朝日バス車庫
- KU13 久喜駅東口→青葉団地中央→朝日バス車庫→弁天橋→朝日バス車庫→青葉団地中央→久喜駅東口（青葉・弁天橋循環）
- KU14 久喜駅東口→青葉団地中央→朝日バス車庫→上高野→弁天橋
- KU15 久喜駅東口←青葉団地中央←朝日バス車庫←弁天橋←上高野
- KU16 久喜駅東口 - 青葉団地中央 - 朝日バス車庫 - 幸手駅西口

#### 吉羽・栗原方面
- KU21 久喜駅東口→吉羽→朝日バス車庫→栗原記念館→栗原→吉羽→久喜駅東口（吉羽・栗原循環）
- KU22 久喜駅東口 - 吉羽 - 栗原 - 栗原記念館 - 朝日バス車庫
- KU23 久喜駅東口 - 吉羽 - 栗原 - 栗原記念館 - 青毛二丁目 - 青毛 - 朝日バス車庫
- KU24 久喜駅東口 - 吉羽 - 栗原 - 昌平中学・高校（休校日は運休）
- KU26 久喜駅東口 - 吉羽 - 栗原

### 杉戸高野台駅発着路線
- SU11 杉戸高野台駅西口 - 昌平中学・高校

### コミュニティバス

#### 五霞町コミュニティバス「ごかりん号」
ルート
- 朝晩ルート：南栗橋駅 - 五霞町役場前 - 五霞・江川本村
- 日中：「オンデマンド交通」として予約に応じて指定乗降場所からルートを決定し運行

過去のルート
- 日中ルート：ベイシア - 南栗橋駅 - 五霞町役場入口 - 元栗橋池成 - 童夢公園前 - 辰堂 - ウエルシア前 - 道の駅ごか - 五霞・江川本村

茨城県猿島郡五霞町のコミュニティバス「ごかりん号」を運行受託している。
五霞町側の起終点「五霞・江川本村」は、五霞町・埼玉県幸手市・千葉県野田市の3県の県境付近の江戸川沿いに位置する。
朝晩ルートは通勤通学の利便を考え、五霞・江川本村と東武日光線南栗橋駅東口を県道268号経由で19分で結ぶ。おおよそ8時から16時の日中時間帯は定時・定路線の「日中ルート」として運行していたが、2024年（令和6年）1月9日より「オンデマンド交通」に変更された。既存のバス停に加え標柱のない「仮想バス停」を設け、自宅や目的地に近い場所からの乗降を可能とし、スマートフォン等のアプリまたは電話で基本的に前日までに出発地・目的地・希望時間を予約する。予約状況に応じてAIシステムによりルートを決定し運行する。
旧「日中ルート」は町内を大回りしてベイシア栗橋店・武蔵野銀行五霞支店・ウエルシア茨城五霞店・道の駅ごかなどを経由し買い物の利便を図るとともに、朝日自動車の一般路線バス「五霞町役場 - 辰堂 - 幸手駅線」に乗り継ぎ可能なルートとしていた。
運賃は均一運賃を採用。朝晩ルート・オンデマンド交通とも1乗車大人は200円、学生（小中高校生）・障害者・65歳以上の高齢者は100円、未就学児は無料。PASMO・Suicaなど交通系ICカードも利用できる。オンデマンド交通は運行開始から2025年3月31日までは1乗車大人400円、学生（小中高校生）・障害者・65歳以上の高齢者は200円だった。
2016年の本格運行開始に合わせ、専用車両として小型ノンステップバスの日野・ポンチョ（2ドアロングボディ）が導入された。車体デザインは五霞町立五霞中学校美術部員の協力により制作された、水色基調の「ごかりん」ラッピングバスとなっている。点検時などには朝日自動車カラーのポンチョが代走することもある。またバス停留所ポールも「ごかりん号」専用デザインのものが設置されている。オンデマンド交通でもワゴン車などではなく「ごかりん号」の車両を用いる。
路線沿革
- 2013年（平成25年）10月より試験運行を開始[12]。試験運行中から年末年始も運行していた。愛称決定前は「五霞町コミュニティ交通 試験運行中」）の文字を描いた紫色のステッカーを車両に貼って使用していた。
- 2014年（平成26年）10月1日より日中ルートも南栗橋駅へ乗り入れ開始、月曜から土曜まで毎日運行とする。また公募により愛称が「ごかりん号」に決定される[18]。試験運行時には朝日自動車カラーの日野・リエッセ（ステップリフトバス）に、五霞町のキャラクター「ごかりん」と「ごかりん号 試験運行中」[18]。
- 2016年（平成28年）10月1日より本格運行開始[11][12][16]。本格運行開始時にはルート・ダイヤ改正を行った[18][16]。
- 2017年（平成29年）10月1日にはダイヤ改正を実施、最終便の時刻を大幅に繰り下げ、21時49分南栗橋駅発とする[12]。コミュニティバスとしては遅い時間まで運行されている。また当初は日曜・祝日運休であったが祝日にも運行を拡大し、日曜・元旦のみ運休となる[11]。
- 2024年（令和6年）1月9日より日中時間帯の運行を定時・定路線の「日中ルート」から「オンデマンド交通」に変更[13]。

#### 宮代町町内循環バス
2023年（令和5年）4月1日より、中田商会（中田観光バス）に代わって運行を受託。朝日自動車の受託となってから、交通系ICカードが利用可能になった。

## 過去の路線

### コミュニティバス
- 久喜市内循環バス

営業所発足時に東武バスから引き継いだが、2003年に運行委託事業者が協同バスへ変更された。

### 東鷲宮駅発着路線
2021年4月1日に加須営業所へ移管。
- HW01 東鷲宮駅西口 - 鷲宮神社入口 - 川口コミュニティセンター前 - 豊野コミュニティセンター
- HW02 東鷲宮駅西口 - 鷲宮神社入口 - 川口コミュニティセンター前 - アイワイフーズ(株)（現 工業団地東[19]） - 豊野コミュニティセンター

この路線は鷲宮神社の近くを通るため、正月三が日や土師祭の際には周辺道路に交通規制がかかり、迂回などの処置がとられる。また、土師祭開催の際、東鷲宮駅 - 鷲宮総合支所間の臨時直通バスが運行される。
2017年5月30日までは、川口コミュニティセンター前の先で右に曲がり、川口1丁目・川口3丁目を経由して方向転換し、川口中央公園より往路を逆走して東鷲宮駅に戻る循環路線だった（加須川口循環などと呼ばれていた）。また、川口コミュニティセンター始発や川口3丁目止まりがあった。翌5月31日より、川口コミュニティセンターから直進し、豊野台テクノタウン方面へ進行する路線へ変更された。

### 幸手駅・杉戸高野台駅発着路線

#### 2017年4月廃止
- 幸手駅 - 幸手団地

幸手駅 - 杉戸高野台駅線の区間便だった。

#### 2020年5月1日廃止
- 朝日バス車庫→青葉団地中央→幸手駅（平日片道1便のみ運行）

#### 2022年4月1日廃止
- ST02(旧) 幸手駅 - 日本保健医療大学北キャンパス - 幸手団地 - 杉戸高野台駅（平日のみ運行）
- ST03 幸手駅 - 日本保健医療大学南キャンパス - 幸手団地 - 杉戸高野台駅（平日のみ運行）

幸手駅 - 杉戸高野台駅線の一部便が、日本保健医療大学の北・南のキャンパスへそれぞれ乗り入れていた（両方のキャンパスを同時に経由する便は設定されていなかった）が、同時に設定廃止となった。

#### 2024年1月1日廃止
- ST01 幸手駅 - 幸手団地 - 杉戸高野台駅
- ST02 幸手団地 - 杉戸高野台駅（2022年4月1日、系統番号をST04→ST02へ変更[6]）

2023年8月1日改正で朝晩の運行を取り止めた上で、2023年12月31日の運行を以て廃止。これにより、幸手駅 - 杉戸高野台駅線を完全廃止した。

## 車両
車両は、いすゞ・エルガミオ、日野・レインボーが主力であり、貸切（特送）レインボーHRが在籍している。
また、宮代町内循環バスの受託により、日野・ポンチョが在籍している。